# Marco Hietala
Marko Tapani Hietala, detto Marco (Tervo, 14 gennaio 1966), è un bassista e cantante finlandese, ex membro dei gruppi musicali Nightwish, Tarot, Northern Kings e Sapattivuosi.

## Biografia

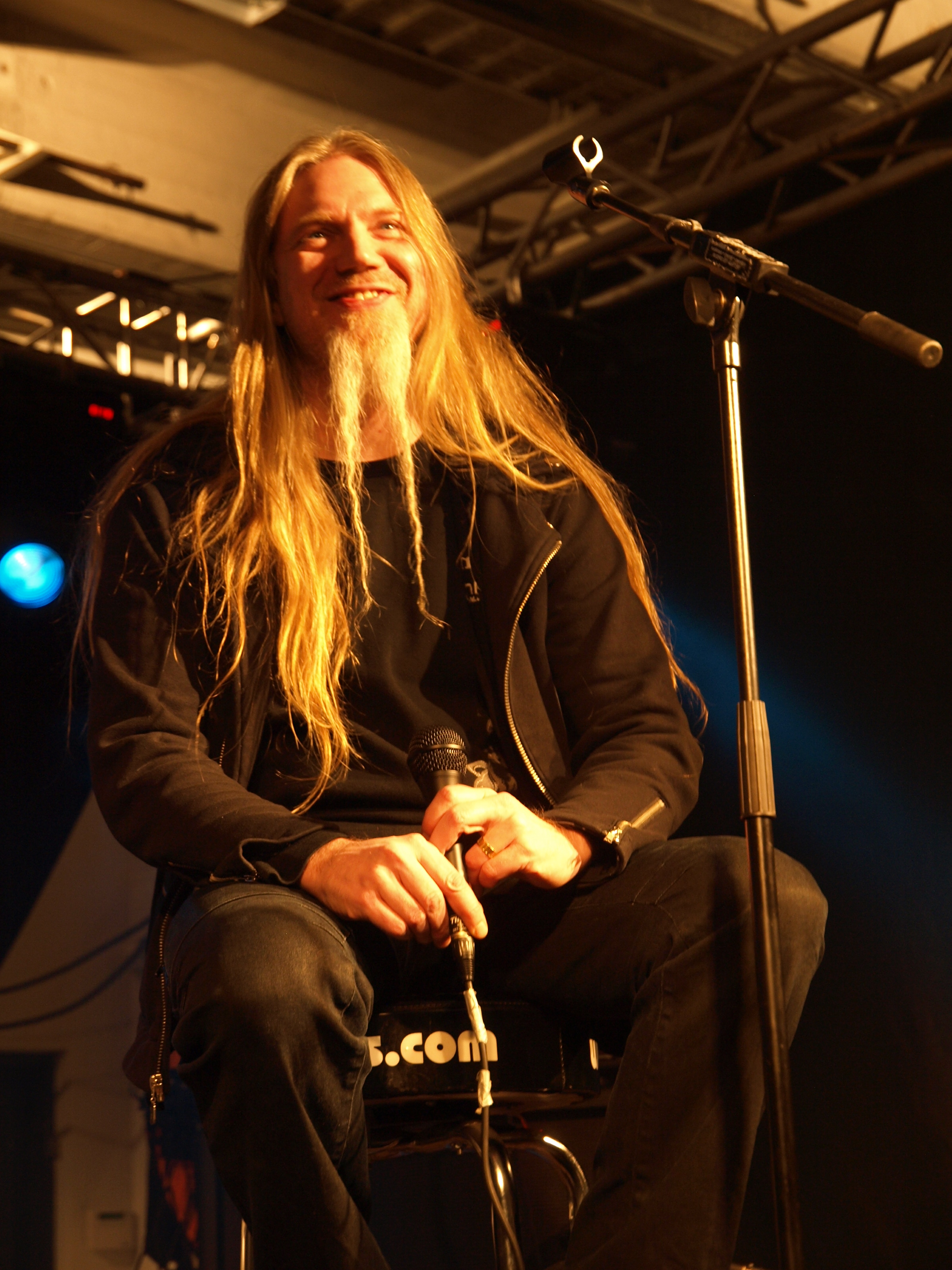
Marco Hietala al Finnish Metal Expo 2010, ad Helsinki

Nato a Tervo, in Finlandia, il 14 gennaio 1966, all'età di 15 anni si trasferisce a Kuopio dove ha studiato teoria musicale, canto e chitarra classica per tre anni, per poi fare altri due anni di basso e teoria musicale al conservatorio pop e jazz di Oulunkylä, Helsinki. Ha inoltre cinque anni di esperienza come tecnico di studio, compositore, arrangiatore e paroliere.
Dal 2001 al 12 gennaio 2021 è stato il bassista (in sostituzione di Sami Vänskä) e seconda voce dei Nightwish. Suona, assieme al fratello Zachary Hietala, nei Tarot, band con cui ha esordito. Ha preso parte alla all-star metal band finlandese Northern Kings.
Marco ha inoltre partecipato in gruppi come Sinergy, Conquest, Warmath, al progetto metal Aina e ha cantato  Control The Storm e Nothing Left nell'album April Rain della band olandese Delain, di cui ha fatto parte dal 2005 alla fine del 2006.
Dal 2009, in sostituzione di Hannu Paloniemi, è il cantante dei Sapattivuosi, tribute band che propone cover in finlandese dei  Black Sabbath.
Il 12 gennaio 2021 Marko annuncia il suo ritiro dalla vita pubblica per motivi personali, e quindi anche l'uscita dai Nightwish. Il 1º dicembre 2022 Marko annuncia il proprio rientro nella scena musicale, comunicando di essere rinvigorito e pronto a tornare sul palco.
Vive a Kuopio, è sposato e ha due figli gemelli.

## Discografia
Tarot
- 1986 - Spell of Iron
- 1988 - Follow Me into Madness
- 1993 - To Live Forever
- 1995 - Stigmata
- 1998 - For the Glory of Nothing
- 2003 - Shining Black
- 2003 - Suffer Our Pleasures
- 2006 - Crows Fly Black
- 2010 - Gravity of light

Nightwish
- 2002 - Century Child
- 2004 - Once
- 2007 - Dark Passion Play
- 2009 - Made in Hong Kong (and in Various Other Places)
- 2011 - Imaginaerum
- 2015 - Endless Forms Most Beautiful
- 2020 - Human. :II: Nature.

Delain
- 2006 -  Lucidity

Sapattivuosi
- 2003 - Sapattivuosi
- 2005 - Vol. 2
- 2009 - Ihmisen Merkki

 Solista 
- 2020 - Pyre of the Black Heart

Altre partecipazioni
- Conquest - Worlds Apart (1999)
- Gandalf - Rock Hell (2001)
- To/Die/For - Epilogue (2001)
- Virtuocity - Secret Visions (2001)
- Dreamtale - Beyond Reality (2002)
- Charon - The Dying Daylights (2003)
- Aina - Days of Rising Doom (2003)
- Altaria - Invitation (2003)
- Shade Empire - Sinthetic (2004)
- Raskasta Joulua - Raskasta Joulua (2004)
- After Forever - Being Everyone (2005)
- Turmion Kätilöt - Niuva 20 (2005)
- Turmion Kätilöt - Pirun Nyrkki (2006)
- Verjnuarmu - Muanpiällinen helevetti (2006)
- Eternal Tears of Sorrow - Before the Bleeding Sun (2006)
- Amorphis - Eclipse (2006)
- Defuse - Defuse (2006)
- Raskasta Joulua - Raskaampaa Joulua (2006)
- Jalven Veljet: Aamut Joella - Valoisa Päivä (2007)
- Amorphis - Silent Waters (2007)
- Nuclear Blast All-Stars - Into the Light (2007)
- Ben Arzi-"Karusella" (single, 2008)
- Delain - April Rain (2009)
- Marenne - The Past Prelude (2009)
- Amorphis - Skyforger (2009)
- Elias Viljanen - Fire-Hearted (2009)
- Ayreon - The Theory Of Everything (2013)
- Exit Eden - Femmes Fatales (2024)
- Patty Gurdy - I am with you (2024)

## Strumentazione
- Basso: Warwick "Rusty Buzzard"
- Basso: Warwick "Vampyre NT"
- Basso: Warwick "Infinity NT Birdseye"
- Amplificatore: Warwick "Pro-tube IX"
- Casse: Warwick 4x10" speakers